# Ust-Lenski-Sapowednik
Der Ust-Lenski-Sapowednik (russisch Усть-Ленский государственный природный заповедник) ist ein Naturreservat im Bulunski ulus der Republik Sacha in Russland. Seine Gründung erfolgte auf Beschluss des Ministerrats der Russischen Sozialistischen Föderativen Sowjetrepublik vom 18. Dezember 1985. Das Naturreservat umfasst zwei getrennte Teilgebiete im Lenadelta. Vorrangiges Schutzziel ist der Erhalt und die Erforschung des Ökosystems.

## Beschreibung
Das Lenadelta ist mit einer Fläche von rund 32.000 km² das größte Flussdelta der Arktis. Es besteht aus Tausenden von Inseln, Seen und Flussarmen. Der Permafrost reicht hier bis in eine Tiefe von 500 bis 600 m. Der Auftauboden hat während des kurzen Sommers eine Dicke von 30 bis 50 cm. In dieser Zeit verwandelt sich die gefrorene Tundra in ein fruchtbares Feuchtgebiet, das vor allem Wasservögeln gute Brutbedingungen bietet.
Der Sapowednik besteht aus zwei separaten Gebieten, die sich deutlich voneinander unterscheiden. Der größere Teil, mit der Bezeichnung „Delta“ und einer Fläche von 13.300 km², ist der Nordteil des Lenadeltas inklusive des Dunai-Archipels in der Laptewsee. Der mit 1330 km² kleinere Teil „Sokol“ (deutsch: Falke) umfasst die bis zu 560 m hohen nördlichen Ausläufer des Werchojansker Gebirges, die im Westen von der Lena, im Norden und Osten von deren Mündungsarm Bykowskaja Protoka umflossen werden. Das Reservat ist umgeben von einer 10.500 km² großen Pufferzone.
Der Ust-Lenski-Sapowednik ist Teil des regionalen Lenadeltareservats, das den Status eines Ressourcenschutzgebiets (ресурсный резерват) besitzt und neben dem gesamten Lenadelta auch die Neusibirischen und weitere Inseln umfasst.

## Flora
Der dominierende Vegetationstyp im Sapowednik ist die Tundra, die häufig von Eiskeilpolygonen geprägt ist, die ein netzartiges Muster bilden. Regelmäßig geformte Teiche, in denen Hydrophyten wie verschiedene Seggenarten und Moose gedeihen, werden von erhöhten Rändern gegeneinander abgegrenzt, die mit Zwergsträuchern und Moosen bedeckt sind. Etwa 42 % der Fläche des Reservats werden von Süßwasserhabitaten eingenommen, weitere 12 % von Sümpfen, und 5 % sind vegetationslos. 
Im Reservat mischen sich zirkumpolare mit ostsibirischen Arten. Insgesamt kommen 402 Arten von Bedecktsamern, 237 Flechtenarten, 115 Moosarten, eine Art der Bärlapppflanzen und vier Arten von Farnen vor. An Nacktsamern ist nur die Lärche präsent, die im Süden des „Sokol“ kleinere Wälder bildet. 24 Pflanzenarten gelten als gefährdet. Darunter sind das Berufkraut Erigeron komarovii, der Löwenzahn Taraxacum lenaense, der Mohn Papaver czekanowskii, das Fingerkraut Potentilla pulchella und der Rosenwurz (Rhodiola rosea). Das Rispengras Poa trautvetteri ist endemisch im Gebiet.

## Fauna

### Säugetiere
Das strenge Klima lässt nur wenige größere Tiere ganzjährig im Sapowednik leben. Dazu zählen der Eisbär, der Polarfuchs, der Schneehase, die Nordische Wühlmaus, der Sibirische Lemming und der Echte Halsbandlemming. Im Sommer ziehen Rentierherden ins Delta, denen Wölfe folgen. In den Bergen im Süden des Reservats leben Schneeschafe, Schwarzhut-Murmeltiere und Nördliche Pfeifhase. In den Mündungsbereichen der Lenaarme gibt es Belugas, Narwale, Walrosse, Ringelrobben und Bartrobben. Insgesamt sind 33 Säugetierarten im Sapowednik anzutreffen.

### Vögel
109 Vogelarten bevölkern das Naturreservat, 60 davon nisten hier. Bereits im späten Mai treffen die Waldsaatgänse ein, denen bald Bläss- und Ringelgänse folgen. Stern- und Prachttaucher brüten in der Tundra, während die Brutkolonien der Rosen- und Schwalbenmöwen direkt am Meer liegen. Auch Krick-, Spieß-, Scheck-  und Eisenten sowie Prachteiderenten brüten im Sapowednik. Zu den wenigen Vögeln, die im Delta überwintern, zählen Schneeeulen sowie Moor- und Alpenschneehühner. An Greifvögeln findet man den Gerfalken, den Merlin und den Wanderfalken. Von den 27 vertretenen Singvogelarten nisten 17 im Reservat. Am häufigsten sind die Schneeammer und die Spornammer.
Einige der im Reservat vorkommenden Vögel, wie die Zwerggans, die Rothalsgans und der Nonnenkranich stehen auf der von der Weltnaturschutzunion International Union for Conservation of Nature and Natural Resources (IUCN) veröffentlichten Roten Liste gefährdeter Arten.

### Fische
Im Lenadelta sind 36 Fischarten bekannt. Das Arktische Neunauge, der Wandersaibling, die Quappe, der Weißlachs und die Arktische Maräne laichen hier. Coregonusarten wie der Lena-Tugun, der Muksun und die Peledmaräne leben oft im Übergangsbereich vom Süß- zum Salzwasser. Weiterhin wurden der Sibirische Stör, der Taimen, der Lenok, die Arktische Äsche und das Rotauge im Delta gefunden.